# Zimbabwe aux Jeux olympiques d'été de 2008
Pour la douzième fois de son histoire, le Zimbabwe participe aux Jeux olympiques en envoyant une délégation lors des Jeux olympiques d'été de 2008 organisés à Pékin (Chine). Treize sportifs, 5 femmes et 8 hommes, composent l'équipe menée par son porte-drapeau Brian Dzingai lors de la cérémonie d'ouverture. Unique médaillée en 2004 avec trois récompenses dont une en or, la nageuse Kirsty Coventry est de nouveau la tête d'affiche de la délégation puisqu'elle décroche les quatre seules récompenses du Zimbabwe dont un titre olympique.

## Liste des médaillés
| Médaille | Sportif/Sportive | Sport/Discipline | Épreuve                         |
| -------- | ---------------- | ---------------- | ------------------------------- |
| Or       | Kirsty Coventry  | Natation         | 200 mètres dos féminin          |
| Argent   | Kirsty Coventry  | Natation         | 100 mètres dos féminin          |
| Argent   | Kirsty Coventry  | Natation         | 200 mètres quatre nages féminin |
| Argent   | Kirsty Coventry  | Natation         | 400 mètres quatre nages féminin |

## Performances des sportifs zimbabwéens

### Athlétisme
Sept zimbabwéens participent aux épreuves d'athlétisme, les meilleurs résultats étant deux quatrième places obtenues. La première est réalisée par Brian Dzingai sur le 200 m masculin. Initialement classé sixième, il profite de la disqualification de deux concurrents pour terminer au pied du podium final. L'autre quatrième place est obtenue par le sauteur en longueur Ngonidzashe Makusha. Ce dernier, qualifié pour la finale avec la cinquième performance, est deuxième après trois sauts mais il est relégué au troisième rang lors du quatrième saut puis au pied du podium pour 1 cm lors de l'ultime salve de sauts.
| Athlète                 | Épreuve                    | 1er tour | 1er tour | 2e tour | 2e tour | Demi-finales | Demi-finales | Finale          | Finale |
| Athlète                 | Épreuve                    | Perf.    | Rang     | Perf.   | Rang    | Perf.        | Rang         | Perf.           | Rang   |
| ----------------------- | -------------------------- | -------- | -------- | ------- | ------- | ------------ | ------------ | --------------- | ------ |
| Brian Dzingai           | 200 m messieurs            | 20 s 25  | 1er      | 20 s 23 | 1er     | 20 s 17 (SB) | 2e           | 20 s 22         | 4e     |
| Lewis Banda             | 400 m messieurs            | 46 s 76  | 6e       | -       | -       | -            | -            | -               | -      |
| Young Talkmore Nyongani | 400 m messieurs            | 46 s 06  | 6e       | -       | -       | -            | -            | -               | -      |
| Ngonidzashe Makusha     | Saut en longueur messieurs | 8, 14 m  | 5 Q      |         |         |              |              | 8,19 m          | 4      |
| Cuthbert Nyasango       | 10 000 m messieurs         |          |          |         |         |              |              | Ab.             |        |
| Mike Fokoroni           | Marathon messieurs         |          |          |         |         |              |              | 2 h 13 min 17 s | 11     |
| Tabitha Tsatsa          | Marathon dames             |          |          |         |         |              |              | 2 h 37 min 10 s | 49     |

### Cyclisme

#### VTT
Antipas Kwari est l'unique représentant du Zimbabwe en cyclisme. Il est le premier coureur cycliste éliminé en prenant un tour de retard, ce à six tours de l'arrivée.
Hommes
| Cycliste      | Épreuve       | Temps     | Rang |
| ------------- | ------------- | --------- | ---- |
| Antipas Kwari | VTT messieurs | - 6 tours | 48   |

### Aviron
Elena Hill parvient à passer les séries éliminatoires mais est éliminée en quarts-de-finale avant de concourir dans les épreuves de classement desquelles elle émerge au 25e rang final. 
Femmes
| Athlète    | Épreuve      | Séries        | Séries | 1/4 de finale | 1/4 de finale | Demi-finale                    | Demi-finale | Finale                 | Finale |
| Athlète    | Épreuve      | Temps         | Rang   | Temps         | Rang          | Temps                          | Rang        | Temps                  | Rang   |
| ---------- | ------------ | ------------- | ------ | ------------- | ------------- | ------------------------------ | ----------- | ---------------------- | ------ |
| Elana Hill | Skiff femmes | 8 min 35 s 53 | 3 Q    | 8 min 20 s 84 | 6 d-f C/D     | Demi-finales C/D 8 min 34 s 27 | 6 F E       | Finale E 8 min 09 s 94 | 25     |

### Natation
Kirsty Coventry parvient à remporter améliorer sa performance des Jeux d'Athènes en enlevant quatre médailles dont une or. Elle conserve le titre acquis sur 200 m dos et est sacrée vice-championne olympique des 100 m dos, 200 m quatre nages et 400 m quatre nages. La nageuse établit par ailleurs deux records du monde lors des deux épreuves de dos.
Sa compatriote Heather Brand, alignée en papillon, est éliminé dès les séries éliminatoires.
Femmes
| Nageuse         | Épreuve                  | Séries           | Séries | Demi-finales     | Demi-finales | Finale           | Finale   |
| Nageuse         | Épreuve                  | Perf.            | Rang   | Perf.            | Rang         | Perf.            | Rang     |
| --------------- | ------------------------ | ---------------- | ------ | ---------------- | ------------ | ---------------- | -------- |
| Kirsty Coventry | 100 m dos                | 59 s 00 RO       | 1 Q    | 58 s 77 RM       | 1 Q          | 59 s 19          |          |
| Kirsty Coventry | 200 m dos                | 2 min 06 s 76 RO | 1 Q    | 2 min 07 s 76    | 1 Q          | 2 min 05 s 24 RM |          |
| Kirsty Coventry | 200 m quatre nages dames | 2 min 12 s 18    | 3 Q    | 2 min 09 s 53 RO | 1 Q          | 2 min 08 s 59 RA |          |
| Kirsty Coventry | 400 m quatre nages dames | 4 min 36 s 43    | 7 Q    |                  |              | 4 min 29 s 89 RA |          |
| Heather Brand   | 100 m papillon dames     | 1 min 01 s 39    | 42     | Éliminée         | Éliminée     | Éliminée         | Éliminée |

### Tennis
Pour la troisième fois consécutive, Cara Black représente le Zimbabwe aux Jeux olympiques. Elle est sortie du tournoi dès le premier tour du simple dames en deux sets par la no 1 mondiale, la Serbe Jelena Janković.
Femmes
| Joueuse    | Épreuve      | 1er tour         | 2e tour          | 1/8 de finale    | 1/4 de finale    | 1/2 finale       | Finale           | Finale   |
| Joueuse    | Épreuve      | Adversaire Score | Adversaire Score | Adversaire Score | Adversaire Score | Adversaire Score | Adversaire Score | Rang     |
| ---------- | ------------ | ---------------- | ---------------- | ---------------- | ---------------- | ---------------- | ---------------- | -------- |
| Cara Black | Simple dames | Jankovic 3-6 3-6 | Éliminée         | Éliminée         | Éliminée         | Éliminée         | Éliminée         | Éliminée |

### Triathlon
Chris Felgate court le triathlon pour le Zimbabwe. Après le parcours de natation, il est dans le peloton mais recule lors des épreuves de vélo et de course à pied.
Hommes
| Athlète       | Épreuve                | Natation  | Cyclisme  | Course à pied | Total              | Rang |
| ------------- | ---------------------- | --------- | --------- | ------------- | ------------------ | ---- |
| Chris Felgate | Individuelle messieurs | 18 min 21 | 59 min 00 | 36 min 09     | 1 h 54 min 31 s 61 | 42   |